# سیارک ۱۹۶۷۸
سیارک ۱۹۶۷۸ (به انگلیسی: 19678 Belczyk، نامگذاری:1999RO168) نوزده هزار و ششصد و هفتاد و هشتمین سیارک کشف شده‌است که در ۹ سپتامبر ۱۹۹۹ کشف شد.
قدر مطلق سیارک برابر ۱۸.۶ است.